# Кад странац узврати позив
Кад странац узврати позив (енгл. When a Stranger Calls Back) је амерички хорор филм из 1993, наставак филма Кад странац позове из 1979. Режисер оригиналног филма, Фред Валтон се вратио, а и Керол Кејн и Чарлс Дурнинг су се вратили у своје улоге Џил Џонсон и Џона Клифорда. Филм је снимљен само за телевизију, али је веома успешан наставак и добио је подједнако добре критике као и оригинални филм.

## Радња
Џулија Џенс долази у кућу породице Шифрин да као бебиситерка, али ће је задесити слична судбина као и Џил Џонсон у претходном филму. Неколико година након тог догађаја Џулија има тешке проблеме, јер сумња да јој неко улази у стан и помера ствари само како би јој дао до знања да је ту. Џил позива старог пријатеља, детектива Џона Клифорда да помогне Џулији. Џил и Џон одлазе у кућу да виде како је догађај те ноћи могао да изгледа и схватају да је странац био у кући са њом, али да је трбухозборац (вентриликвиста) па је учинио да звучи као да му глас долази иза спољних врата. Убрзо им стиже вест да се Џулија упуцала, али Џил је сигурна да она то себи никад не би урадили и започиње детаљну истрагу у којој ће постати мета још једног убице. На крају Џил и детектив Клифорд успевају да открију ко је убица и излазе на крај с њим

## Улоге
| Глумац         | Улога           |
| -------------- | --------------- |
| Керол Кејн     | Џил Џонсон      |
| Чарлс Дурнинг  | Џон Клифорд     |
| Џил Шолен      | Џулија Џенс     |
| Гене Литгов    | Вилијам Лендис  |
| Карен Аустин   | жена у мотелу   |
| Бабс Чула      | агент           |
| Џон Дистрај    | детектив        |
| Кевин Мекналти | др Шифрин       |
| Данкан Фрасер  | власник клуба   |
| Черли Вилсон   | гђа Шифрин      |
| Џен Фрифин     | девојка у клубу |